# John Cabot
Giovanni Caboto (n. circa 1450 — d. circa 1498), cunoscut ca John Cabot, a fost un navigator și explorator venețian, fiind considerat al doilea european care a atins țărmul Americii de Nord (în 1497), după Leif Ericson (circa 1003). Guvernele Canadei și Marii Britanii susțin că ar fi acostat în insula Terranova, însă nu se poate ști precis. De altfel, despre Cabot și expedițiile sale nu se cunosc foarte multe informații.

## Origini
Locul său de naștere este controversat, fiind propuse localitățile Gaeta și Castiglione Chiavarese. Se cunoaște faptul că în 1461 (la 11 ani) s-a mutat în Veneția , devenind cetățean al Republicii în 1476.

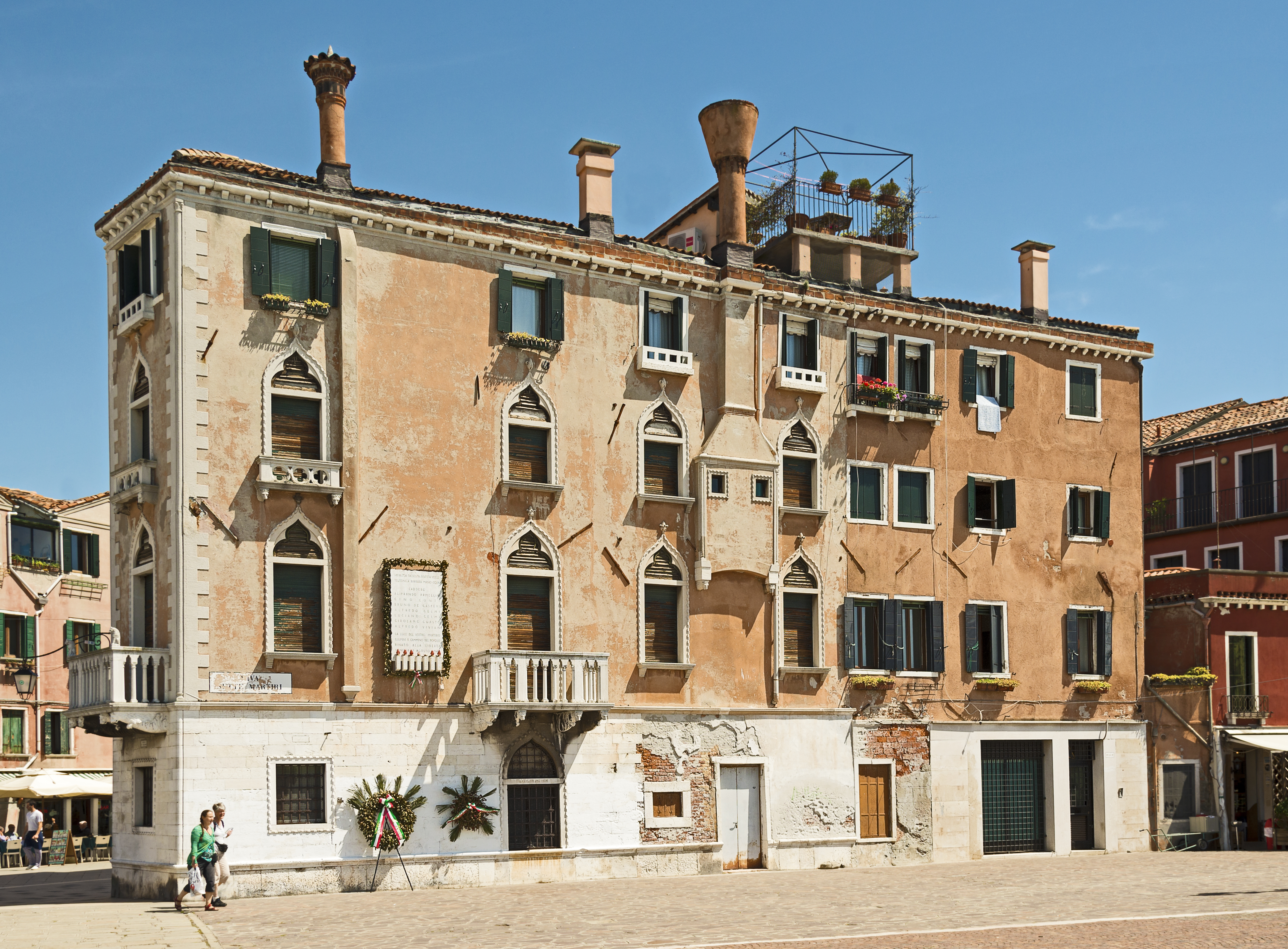
Casa lui John Cabot din Veneția.

## Organizarea și finanțarea expediției
Ca și înaintașul său Cristofor Columb, a ridicat ancora sub pavilionul unui alt regat. După căutările lui Henric Navigatorul a unei căi ocolitoare a Africii, Italia a început să-și piardă supremația comercială maritimă. Regatele Portugaliei și Spaniei au devenit atractive pentru navigatorii italieni, în special după succesul noii rute deschise de Columb spre „Indii” (cum se credea și cum era numită întreaga Asie în epocă). Numeroși navigatori priveau cu încredere către oceanul de la vest, ca o alternativă mai puțin complicată la drumurile clasice. Planul lui Cabot era simplu, având ca principiu navigarea pe o rută nordică, unde longitudinile sunt mai apropiate, ceea ce avea drept consecință o călătorie mult mai scurtă.
Cabot se gândea la o cale nord vestică spre Indiile de Est. Propunerea sa a fost refuzată de către Spania și Portugalia, trezind însă interesul regatului Britanic. Regele Henric al VII-lea al Angliei i-a dat acte de călătorie care prevedeau:
|  | ... în autoritate deplină și stăpânire, mergi să navighezi în toate Părțile, Țările și Mările, de la Est, de la Vest, și de la Nord, sub flamurile și însemnele noastre, cu cinci corăbii,...și cu toți marinarii și bărbații de pe corăbiile numite, fiecare cu plata și încărcătura sa, să caute, descopere, să găsească orișicare Insule, Țări, sau Provincii, ale Păgânilor și Necredincioșilor, oricare ar fi acestea, și în orice parte a lumii ar fi ele, care până în vremea aceasta le-au fost necunoscute tuturor Creștinilor. |

Ca și regele Franței Francisc I, ce îl trimisese pe Giovanni da Verrazzano să exploreze mai îndeaproape țărmul Atlanticului, Henric al VII-lea era incitat de insolenta diviziune a lumii făcută de către Papa Alexandru al VI-lea în favoarea statelor iberice (jumătate revenea Spaniei și jumătate Portugaliei).

## Expedițiile

### Prima călătorie
Cabot și-a început pregătirile de drum în Bristol. Acesta era al doilea port ca mărime din Anglia și din 1480 de aici plecaseră câteva expediții în căutarea unei ipotetice insule numită  Brazilia, despre care se credea că ar fi undeva în Atlantic, conform legendelor din vechime ale celților. În 1496 Cabot pleacă din Bristol doar cu o singură corabie, însă din Islanda face calea întoarsă , datorită disensiunilor apărute pe vas.

### A doua călătorie — în Lumea Nouă
În cea de-a doua călătorie Cabot a pornit cu un echipaj de 18 persoane, la bordul corabiei numită Matthew. Plecarea a avut loc între 2 și 20 mai 1497, navingând către capul Dursey, din sud-vestul Irlandei. Echipajul era înspăimântat de ghețuri, însă de această dată au atins țămul Newfoundlandului, posibil pe coasta insulei Cape Breton, în 24 iunie 1497. Deoarece există atât de puține date despre expediție și, implicit, despre locul acostării, acesta este disputat între administrațiile din  Bonavista, St. John din Newfoundland, Insula Cape Breton, Nova Scotia, Labrador, Maine, toate fiind posibile locații. Cape Bonavista este totuși locația cu recunoaștere oficială din partea guvernelor canadian și britanic. Oricum, Cabot și membrii expediției au fost primii europeni care au pășit în America de Nord după călătoriile desfășurate cu jumătate de mileniu în urmă de către vikingi,  călătorii rămase necunoscute în epocă. La întoarcere, crezând că merg pe o rută prea nordică, au călătorit către sud-vest, ajungând pe coastele bretone. Pe data de 6 august Mathew intra în portul Bristol.

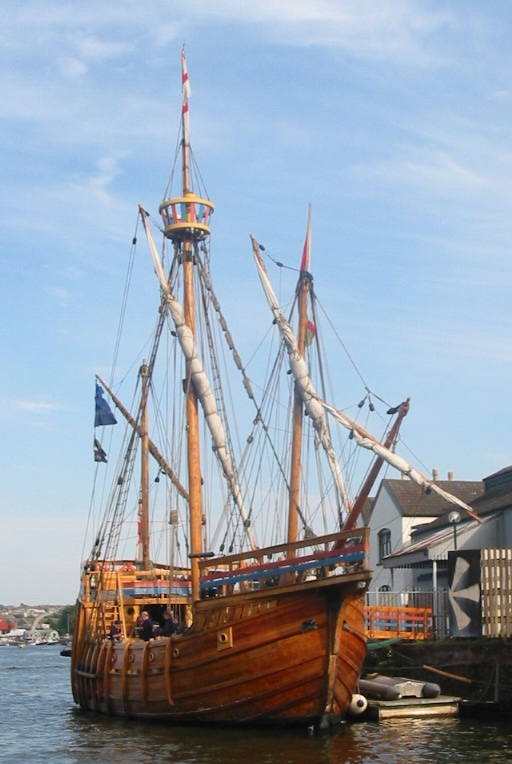
Replica lui Matthew în Bristol

### Ultima călătorie
Reîntors în Anglia, Cabot a fost făcut amiral, recompensat cu 10 lire și o nouă Cartă a fost scrisă pentru o nouă expediție. Mai târziu, i s-a acordat o primă anuală de 20 lire. În anul următor, pleacă din nou, cu 5 corăbii. Una dintre corăbii se va întoarce într-un port irlandez, din pricina sticăciunilor provocate de furtună. După reparații și-a reluat calea către vest. Cabot și expediția sa aveau să dispară fără urmă în vastul ocean, fiind considerați pierduți pe ape.
William Weston, unul dintre susținătorii lui Cabot a navigat folosind patentul lui Cabot (carta de călătorie emisă de regele Angliei) un an mai târziu (1499).

## Călătoria lui Sebastian
Fiul lui John, Sebastian Cabot, a întreprins în 1508 o nouă călătorie spre America de nord, căutând, ca și tatăl său, pasajul de nord-vest, cu speranța de a repeta pe acestă rută septentrională ocolul Pământului înfăptuit de Magellan. Călătoria se va transforma într-una de căutare de argint pe valea râului Río de la Plata (1525-8).

## Moștenire
Două turnuri poartă numele exploratorului, în Bristol și în  St. John, Newfoundland. Alături de turnul de 30 de metri construit în 1897 (marcând 400 de ani de la călătoria lui Cabot), în Bristol există o replică a corăbiei Matthew, precum și o statuie a navigatorului în port.
John Cabot University este numele unei universități americane deschise în anul 1972 în Roma.
Urma lui Cabot, belvedere în înălțimile din Cape Breton, precum și piețele Cabot din Londra și Montreal îi cinstesc amintirea.